# П'єтро Трібуно
П'єтро Трібуно або Трундоменіко (італ. Pietro Tribuno) (? — 912) — 17-й венеційський дож.

## Біографія
П'єтро був сином Доменіко Трібуно та Агнелли, небоги дожа П'єтро Традоніко. На прізвище «Трібуно» його назвав пізніший хронік Джованні Диякон. Обирається після відставки Джованні II Партичипаціо за здоров'ям, що прийшов на місце загиблого дожа П'єтро I Кандьяно. Став першим дожем, якого було обрано через процедуру плацито, тобто до виборів долучилася знать, церковні ієрархи та усі громадяни, поділені за соціальним станом. 
Головним завданням обрав встановлення мирних відносин з сусідами задля розширення торгівлі. Так, спочатку замирився з хорватським князем Бранимиром та неретвянами, яким став сплачувати данину за проходження венеційських суден повз узбережжя Далмації. 7 травня 888 року з італійським королем Беренгаром I поновив пакт Лотаря підтвердив те, що вже було встановлено, додавши лише щорічний податок у розмірі 25 павійських лір, запитаний венеціанцями як визнання прав користування та вигод від торгівлі, яку вони здійснювали в королівстві. Також 888 року уклав угоду зі східнофранкським королем Арнульфом, яким було закріплено юрисдикцію дожа над венеціанськими громадянами за кордоном, що сприяло активізацію торгівлі венеційців з королівством. 891 року цю угоду було знову підтверджено.
20 червня 891 року в угоді з Венецією імператор Гвідо I частково задовольнив прохання послів дожа, чіткіше розробивши процедури, яких слід дотримуватися у разі виникнення суперечок щодо венеціанської власності, а також визнавши право дожа переслідувати своїх громадян, які знайшли притулок за кордоном. Водночас зберігав мирні та союзні відносини з візантійським імператором Левом VI, від якого отримав титул протоспафарія. 898 року підтвердив умови угоди від 888 року з Беренгаром I, що відновився на троні.
У 899 році північна Італія зазнала навали угорців, які пограбували Читтанову, Фіне та Еквілій, Альтіно, після чого спробували атакувати Ріальто, але через брак досвіду в морі їх відбив флот, споряджений дожем. Зрештою, просуваючись повз Кіоджи та Пеллестріну до Маламокко, угри прибули до Альбіоли, де їх зустріло венеціанське військо під орудою Трібуно. Угорці використовували невеликі човни для переправи по воді, і вони виявилися надзвичайно неефективними проти венеціанських галер, внаслідок чого дож здобув рішучу перемогу.
Після цього приділяв увагу зміцненню острова Ріальто шляхом будівництва стіни, яка з'єднувала замок Оліволо до набережної Ріва деї Ск'явоні, а звідти до церкви Санта-Марія дель Джильйо, а потім до собору Сан-Марко, та блокування доступу до басейну Сан-Марко за допомогою велетенського ланцюга, що перетинав канал Джудекка від Сан-Грегоріо в Дорсодуро до місця, де зараз розташований палаццо Гаджа. Зі зведенням цієї стіни самі мешканці та сусіди стали називати Венецію міста (цивітас).
У лютому 900 року він скликав конвент, який надав звільнення та підтвердив привілеї монастирю Санто-Стефано ді Альтіно, пошкодженому вторгненням. В наступні роки було зведено дзвіницю Сан-Марко, а різні острови архіпелагу почали з'єднуватися один з одним. Разом з тим дож активно сприяв меліорації земель.
У нього було два сини від Анджели Санудо: Доменіко та П'єтро. Перший став патріархом Градо, інший, який, можливо, помер раніше за свого батька, мав сина, також на ім'я П'єтро, якого обрали єпископом Оліволо.